# Viktor Mrnustik

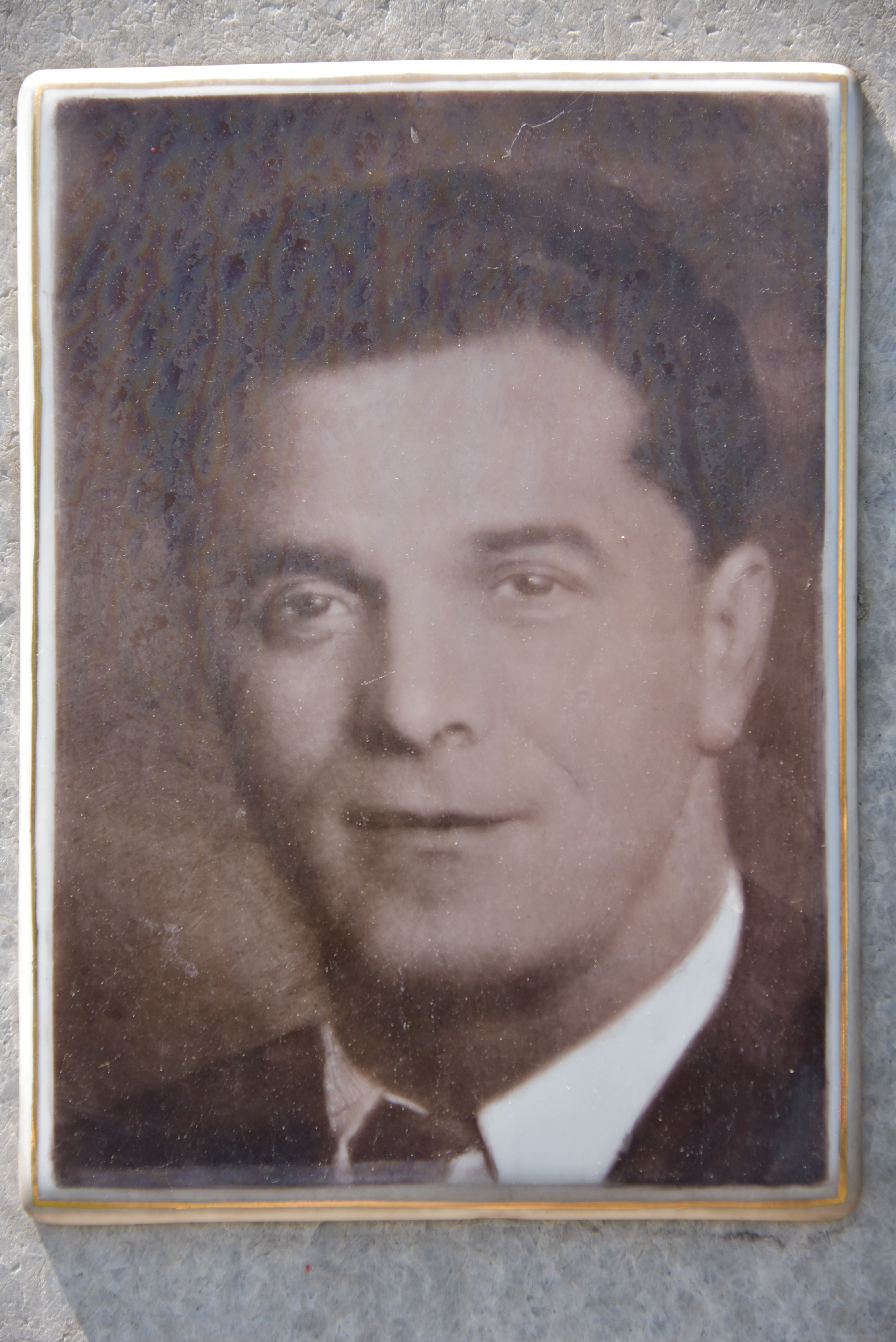
Porträt am Denkmal für die Widerstandskämpfer Heindl und Mrnustik vorm Liesinger Friedhof

Viktor Mrnustik (geboren am 21. Oktober 1902 in Wien; hingerichtet am 7. Jänner 1943 ebenda) war ein österreichischer Schlossergehilfe und Widerstandskämpfer gegen das NS-Regime. Er wurde von der NS-Justiz zum Tode verurteilt und im Wiener Landesgericht mit dem Fallbeil hingerichtet.

## Leben
Mrnustik war Funktionär der Kommunistischen Partei Österreichs. Er wurde am 5. Juli 1941 von der Gestapo Wien  erkennungsdienstlich erfasst, am 1. Oktober 1942 vom Volksgerichtshof wegen „Vorbereitung zum Hochverrat“ zum Tode verurteilt und am 7. Jänner 1943 im Wiener Landesgericht hingerichtet. Mrnustik wurde in der Schachtgräberanlage der Gruppe 40 (Reihe 32/Grab 217) des Wiener Zentralfriedhofes begraben.
Seine Frau Maria Mrnustik wurde ebenfalls festgenommen.

## Gedenken
Zwei Denkmäler und eine Gedenktafel erinnern an den Widerstandskämpfer gegen das NS-Regime:

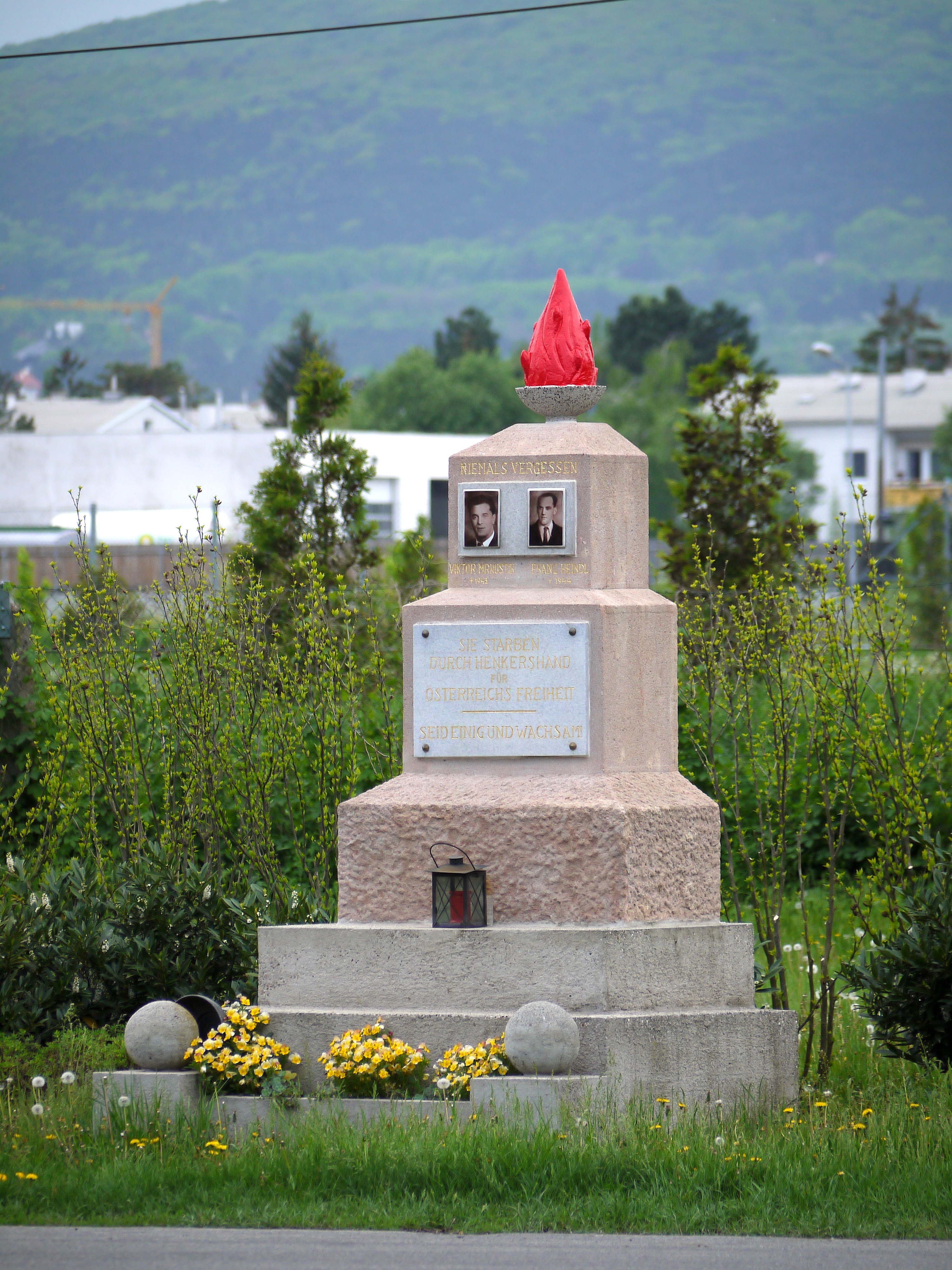
Widerstandsdenkmal für Franz Heindl und Viktor Mrnustik, Wien-Liesing

- 1950 wurde zu Ehren zweier Mitglieder der antifaschistischen Widerstandsgruppe in der Akkumulatorenfabrik Varta (heute ÖFA-Akkumulatoren GmbH), die im Landesgericht Wien enthauptet wurden, ein Denkmal errichtet. Es ist Viktor Mrnustik und Franz Heindl (1906–1944) gewidmet, trägt die Inschrift Niemals vergessen und zeigt zwei Porträts der Widerstandskämpfer. Das Denkmal befand sich in der Siebenhirtenstraße 12 in Wien-Liesing, rechts nach der Fabrikseinfahrt, und war lange Zeit nicht öffentlich zugänglich.[1] Nach dem Abriss der Fabrik wurde es vor dem Eingang des Liesinger Friedhofes an der Siebenhirtenstraße 16 neu aufgestellt.
- Am 1. November 1954 wurde auf dem Atzgersdorfer Friedhof das Freiheitskämpfer-Denkmal enthüllt, gestaltet vom Bildhauer Franz Pixner. Es erinnert an insgesamt 24 Widerstandskämpfer, die dem Austrofaschismus bzw. dem NS-Regime ihr Leben lassen mussten: Anton Bergauer, Leo Dworschak, Hans Fröhlich, Karl Griesbach, Franz Hauer, Franz und Michael Heindl, Leopold Hofmann, Therese Klostermann, Richard Lehmann, Rudolf Mekiska, Viktor Mrnustik, Heinrich Müller, Josef Müller, Leopold Müller, Josef Nagl, Johann Sauer, Karl Schafhauser, Fritz Seiler, Max Spanner, Leopold Stípčak, Richard Suchy, Johann Teufel und Josef Willinger.
- Sein Name findet sich auch auf der Gedenktafel im ehemaligen Hinrichtungsraum des Wiener Landesgerichts.[2]